# Năng lượng điểm không

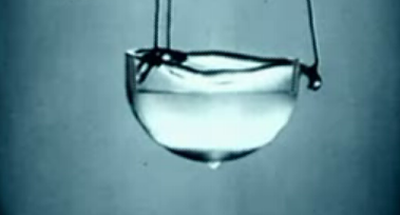
Heli lỏng vẫn giữ được động năng và không bị đóng băng bất kể nhiệt độ ở áp suất tiêu chuẩn do năng lượng điểm không. Khi được làm lạnh dưới điểm lambda, nó thể hiện tính chất siêu lỏng.

Năng lượng điểm không (tiếng Anh: zero-point energy (ZPE)) là năng lượng thấp nhất mà một hệ cơ học lượng tử có thể có. Không giống như trong cơ học cổ điển, các hệ lượng tử liên tục dao động ở trạng thái năng lượng thấp nhất như được mô tả bởi nguyên lý bất định Heisenberg. Do đó, ngay cả ở độ không tuyệt đối, các nguyên tử và phân tử vẫn giữ được một số chuyển động dao động.

### Các bài viết trên báo chí
- Battersby, S. (ngày 20 tháng 11 năm 2008). "It's Confirmed: Matter is Merely Vacuum Fluctuations". New Scientist. Lưu trữ bản gốc ngày 27 tháng 5 năm 2017.
- Bennett, J. (ngày 30 tháng 11 năm 2016). "Scientists Catch "Virtual Particles" Hopping In and Out of Existence". Popular Mechanics. Lưu trữ bản gốc ngày 29 tháng 5 năm 2017.
- Cho, A. (ngày 1 tháng 10 năm 2015). "Physicists Observe Weird Quantum Fluctuations Of Empty Space—Maybe". Science. doi:10.1126/science.aad4655. Lưu trữ bản gốc ngày 27 tháng 5 năm 2017.
- Cho, A. (ngày 30 tháng 11 năm 2016). "Astronomers Spot Signs of Weird Quantum Distortion in Space". Science. doi:10.1126/science.aal0437. Lưu trữ bản gốc ngày 29 tháng 5 năm 2017.
- Choi, C. Q. (ngày 12 tháng 2 năm 2013). "Something from Nothing? A Vacuum Can Yield Flashes of Light". Scientific American. Lưu trữ bản gốc ngày 30 tháng 5 năm 2017.
- Chown, M. (ngày 7 tháng 4 năm 1990). "Science: Can Photons Travel 'Faster Than Light'?". New Scientist. Lưu trữ bản gốc ngày 30 tháng 5 năm 2017.
- Cook, N. (ngày 29 tháng 7 năm 2002). "Anti-Gravity Propulsion Comes "Out of the Closet"". Jane's Defence Weekly. London. Bản gốc lưu trữ ngày 2 tháng 8 năm 2002.
- Crane, L. (ngày 30 tháng 11 năm 2016). "Quantum Particles Seen Distorting Light From a Neutron Star". New Scientist. Lưu trữ bản gốc ngày 29 tháng 5 năm 2017.
- Davies, P. C. W. (ngày 22 tháng 9 năm 1994). "Inertia Theory: Magic Roundabout. Paul Davies on the Meaning of Mach's Principle". The Guardian. Bản gốc lưu trữ ngày 17 tháng 1 năm 1999.
- Davies, P. C. W. (ngày 19 tháng 11 năm 2011). "Out of the Ether: The Changing Face of the Vacuum". New Scientist. Quyển 212 số 2839. tr. 50–52. Bibcode:2011NewSc.212Q..50D. doi:10.1016/S0262-4079(11)62858-3.
- Lucentini, J. (ngày 28 tháng 9 năm 2000). "Weighty Implications: NASA Funds Controversial Gravity Shield". SPACE.com. Bản gốc lưu trữ ngày 9 tháng 11 năm 2000.
- Matthews, R. (ngày 25 tháng 2 năm 1995). "Nothing Like a Vacuum". New Scientist. Quyển 145 số 1966. tr. 30–33. Lưu trữ bản gốc ngày 13 tháng 4 năm 2016. Via Calphysics Institute.
- O'Carroll, E. (ngày 25 tháng 3 năm 2013). "Scientists Examine Nothing, Find Something". Christian Science Monitor. Lưu trữ bản gốc ngày 31 tháng 3 năm 2013.
- Pilkington, M. (ngày 17 tháng 7 năm 2003). "Zero Point Energy". The Guardian. Lưu trữ bản gốc ngày 7 tháng 2 năm 2017.
- Powell, C. S. (1994). "Unbearable Lightness: A New Theory May Explain Why Objects Tend to Stay Put". Scientific American. Quyển 270 số 5. tr. 30–31. doi:10.1038/scientificamerican0594-27.
- Scott, W. B. (tháng 3 năm 2004). "To the Stars" (PDF). Aviation Week & Space Technology. tr. 50–53. Bản gốc (PDF) lưu trữ ngày 26 tháng 2 năm 2017. Truy cập ngày 25 tháng 10 năm 2016.
- Siegel, E. (ngày 22 tháng 9 năm 2016). "What Is The Physics Of Nothing?". Forbes. Lưu trữ bản gốc ngày 27 tháng 5 năm 2017.
- Shiga, D. (ngày 28 tháng 9 năm 2005). "Vacuum Energy: Something For Nothing?". New Scientist. Lưu trữ bản gốc ngày 27 tháng 5 năm 2017.
- Wall, M. (ngày 27 tháng 3 năm 2014). "Does Dark Energy Spring From the 'Quantum Vacuum?'". SPACE.com. Lưu trữ bản gốc ngày 29 tháng 3 năm 2014.

### Sách
- Beiser, A. (2003). Concepts of Modern Physics (ấn bản thứ 6). Boston: McGraw-Hill. ISBN 978-0072448481. LCCN 2001044743. OCLC 48965418.
- Heitler, W. (1984). The Quantum Theory of Radiation (ấn bản thứ 3). New York: Dover Publications. ISBN 978-0486645582. LCCN 83005201. OCLC 924845769.
- Rafelski, J.; Muller, B. (1985). Structured Vacuum: Thinking About Nothing (PDF). H. Deutsch: Thun. ISBN 978-3871448898. LCCN 86175968. OCLC 946050522.